# Charles Leruitte
Charles (ook: Carlos) Jules Clément Leruitte (Luik, 4 maart 1903 - Lubumbashi, 26 februari 1968) was een Belgisch volksvertegenwoordiger.

## Levensloop
Leruitte deed middelbare studies aan het Sint-Bonifaciuscollege in Brussel, waar hij Hergé als medeleerling had. In de jaren twintig kwam hij terecht bij de Centrale politique des jeunesses catholiques en trof er allerhande medestanders aan die zich bogen over sociale kwesties en die uiteenlopende paden zouden bewandelen. Onder hen bevonden zich de katholieke ministers Paul Crokaert en Edmond Rubbens, de PSC-voorzitter Albert Parisis, de collaborateur Raymond De Becker, de genealoog Charles van Renynghe de Voxvrie, de vicegouverneur van de Nationale Bank Franz De Voghel enz. Daar deed hij ongetwijfeld zijn belangstelling op voor sociale problemen, waar hij later over publiceerde. Hij promoveerde tot doctor in de rechten.
In de jaren dertig behoorde hij tot de 'cabinet du chef', de naaste omgeving van Léon Degrelle.
De 3 juni 1937 zag hij de kamer een discours duidelijk te veroordelen Mussolini en Hitler "We verwerpen zo'n heidense regime zo laf als het Hitler-regime. Zoals voor de Mussolini regime, heb ik ook verstoten lange tijd, want het gaat in tegen de menselijke persoonlijkheid. Ik verafschuw al dat deze regimes vertegenwoordigen." In 1939 was deze toespraak geciteerd door het katholieke député Marcel Philippart, die C.Leruitte op dit manier presenteerde : "Mr. LERUITTE, Rexist lid, maar linkse katholieke, door zijn zeer geavanceerde sociale ideeën,..."
In 1938 nam hij ontslag uit Rex, maar bleef toch in de Kamer zetelen tot aan de verkiezingen van 1939.
Teruggetrokken uit de politiek tijdens de oorlog, publiceerde hij romans en verschillende werken.
Na de oorlog vertrok Leruitte naar Lubumbashi. 

## Publicaties
- "Le contrat d'emploi commentaire de la loi du 7 août 1922, modifiée par l'article unique de la loi du 2 mai 1919 et l'article 3 de la loi du 28 septembre 1932, et mise en concordance avec la loi organique des Conseils de prud'hommes du 9 juillet 1926 " Luik 1926
- Pourquoi me tairais-je?, Herve, 1931
- Le contrat d'emploi. Commentaire de la loi du 7 aoüt 1922, Luik, 1932
- "Les congés payés commentaire pratique de la loi du 8 juillet 1936 et texte de 25 arrêtés royaux d'exécution.", Luik 1936
- Les congés payés, Brussel, Rx, 1937.
- L'employé. Ses droits, ses obligations, Luik, Desoer, 1940
- "Le sens de l'amour" Luik, Dupuis 1941
- "Jim l'hypnotiseur;" Luik 1941"
- "Patoche libraire.", Luik 1942
- "Qui, Pourquoi, Comment aimer" Luik, Soledi 1945
- "Parlons Correctement", Luik, Soledi, 1947